# Katedra Technologii Lotniczych
Katedra Technologii Lotniczych – jednostka Wydziału Transportu Politechniki Śląskiej powstała 1 września 2014 r. na bazie dorobku Centrum Kształcenia Kadr Lotnictwa Cywilnego Europy Środkowo-Wschodniej Politechniki Śląskiej. Kierownikiem Katedry jest prof. nzw. dr hab. nawig. inż Andrzej Fellner. Kadrę naukowo-badawczą Katedry stanowią specjaliści w zakresie sektora lotnictwa cywilnego, nawigacji powietrznej a także szeroko rozumianego projektowania, analiz ryzyka i weryfikacji konstrukcji, mechaniki i aerodynamiki oraz bezpieczeństwa w transporcie. Przy Katedrze działa Lotnicze Koło Naukowe oraz Studenckie Koło Naukowe CAD oraz zespół "RPAS TEAM".

## Kierunki kształcenia
W ramach kierunku transport, Katedra prowadzi specjalności: 
- nawigacja powietrzna (na studiach stacjonarnych) - specjalność ukierunkowana jest zarówno na kształcenie personelu naziemnego, jak i w kierunku pilotażu
- mechanika i eksploatacja lotnicza (na studiach stacjonarnych) - w ramach specjalności możliwe jest doprowadzenie studentów do najwyższej kategorii - C „inżynier obsługi hangarowej” z upoważnieniem do poświadczania obsługi hangarowej dużych statków powietrznych.

## Działalność naukowo-badawcza
Katedra Technologii Lotniczych prowadzi działalność naukowo-badawczą nad następującymi tematami:
- bezpieczeństwo transportu, zarządzanie bezpieczeństwem, zarządzanie ryzykiem, systemy zarządzania wykorzystaniem metod IRIS, analiza RAMS analiza LCC, analiza FMEA, badania w zakresie metod antyoblodzeniowych w transporcie szynowym i transporcie lotniczym,
- eksploatacja statków powietrznych, obsługi i diagnostyka statków powietrznych, niezawodność statków powietrznych, funkcjonalność statków powietrznych, systemy lotnicze, wypadki lotnicze, incydenty lotnicze, bezpieczeństwo lotów, budowa statków powietrznych,
- rozwijanie technik i technologii budowy i eksploatacji bezzałogowych statków powietrznych[2].

Ponadto, pracownicy Katedry wzięli udział w następujących projektach badawczych:
- ZEUS „Zintegrowany system bezpieczeństwa transportu”, PBZ-MEiN-7/2/2006,
- HEDGE (Helicopters Deploy GNSS in Europe) - finansowany z 7. Programu Ramowego,
- EGNOS APV Development and Demonstration in Poland,
- SHERPA (Support ad-Hoc to Eastern Region with Pre-operational Actions on GNSS) - finansowany z 7. Programu Ramowego,
- Europejskiego Centrum Doskonałości TRANSMEC, Polskiej Platformy Technologicznej Transportu Szynowego, ERA – NET TRANSPORT,

## Badania z wykorzystaniem UAV
W ramach badań z wykorzystaniem UAV przeprowadzono unikalne w skali kraju testy w Międzynarodowym Porcie Lotniczym Katowice, a także ze śląską policją.
Rezultatem przeprowadzonych eksperymentów i lotów jest aplikacja "DRONE safety checklist".